# Aculeorhynchus glandulis
Aculeorhynchus, Aculeorhynchidae
Famille
Genre
Espèce
Aculeorhynchus glandulis, unique représentant du genre Aculeorhynchus et de la famille des Aculeorhynchidae, est une espèce de vers plats marins de l'ordre des Rhabdocoela (infra-ordre des Eukalyptorhynchia  et sous-ordre des Kalyptorhynchia). Elle a été découverte sur la côte de la mer du Nord, sur de l'île de Sylt en Allemagne.

## Systématique
Les noms valides complets (avec auteur) de ces taxons sont :
- pour la famille :  Aculeorhynchidae Schilke, 1969[1]
- pour l'unique genre : Aculeorhynchus Schilke, 1969[1]
- pour l'unique espèce : Aculeorhynchus glandulis Schilke, 1969[1].

### Publication originale
Karl Schilke, « Zwei neuartige Konstruktionstypen des Rüsselapparates der Kalyptorhynchia (Turbellaria) », Zeitschrit fur der Morphologie der Tiere, vol. 65, 1969, p. 287–314